# Maria d'Avalos
Pour les articles homonymes, voir Avalos.
Maria d'Avalos (née en 1562 à Naples et morte le 17 octobre 1590 dans la même ville) est une princesse italienne de la fin de la Renaissance. Son meurtre, perpétré par son époux le prince et compositeur Carlo Gesualdo, est resté célèbre dans les chroniques napolitaines.

## Biographie
Fille de Carlo d'Avalos, prince de Montesarchio, et de Sveva Gesualdo, princesse de Venosa, Maria d'Avalos appartient à l'une des plus grandes familles de la noblesse napolitaine. Elle est la petite-fille d'Alfonso de Ávalos et de Maria d’Aragona.

### Premiers mariages
Elle n'avait que treize ans lors de son premier mariage, avec le prince Federico Carafa. De cette union naquirent deux enfants : Ferdinando, mort en bas âge, et Béatrice qui mourra à douze ans.
Devenue veuve en 1581, elle épouse en secondes noces l'aîné d'une noble famille sicilienne, Alfonso Gioieni. Le mariage a lieu en 1583, et son nouvel époux décède en 1585.
Maria d'Avalos se retire alors sur l'île d'Ischia, où elle restera recluse en attendant qu'on lui donne un mari.

### Une belle dame et un chef invaincu
Maria d'Avalos épouse le prince Carlo Gesualdo di Venosa, le 28 avril 1586. Ce troisième époux, plus jeune qu'elle de quatre ans, est également son cousin germain. En effet, la mère de Maria n'est autre que la sœur de Fabrizio Gesualdo, le père de Carlo. Ce lien de parenté très étroit nécessite un recours exceptionnel auprès du pape Sixte V.
Âgée d'environ vingt-quatre ans, elle était célèbre dans Naples pour son extraordinaire beauté. Cependant, le choix du prince de Venosa était motivé par le fait que Maria, « ayant eu deux maris auparavant, avait donné des signes suffisants de fécondité ».
Très lié à la famille d'Avalos, Le Tasse connaissait personnellement la jeune femme dont il célébra l'union dans un sonnet s'achevant sur ces vers :
| Poi la vostra beltà con maggior luce Fece il valore e la virtù feconda E cede a bella donna invitto duce. | Puis votre beauté, avec une lumière plus grande encore, Sut rendre féconde la valeur et la vertu Et faire qu'un chef invaincu cède à une belle dame. |

Les « signes de fécondité » ne se démentirent pas et Maria mit au monde un fils, Emanuele, en 1587 (ou 1588).

### L'adultère et la mort
Maria d'Avalos entretint, peu après la naissance de son fils, une liaison adultère avec le jeune duc d'Andria, Fabrizio Carafa. Gesualdo en aurait pris connaissance par le témoignage d'un de ses oncles. Il les surprit en flagrant délit, dans son propre palais, la nuit du 16 au 17 octobre 1590.

### Un crime d'honneur
Cette intervention était visiblement préparée. Gesualdo se trouvait accompagné de trois hommes armés chacun d'une hallebarde et d'une arquebuse longue de trois palmes. Ces derniers enfoncèrent la porte, et entrèrent dans la chambre où se trouvait le couple. Il y eut deux coups de feu, des insultes. Par la suite, les serviteurs déclarèrent avoir entendu Gesualdo dire « Tue, tue cet infâme et cette traînée ! Des cornes à la famille Gesualdo ? ». Les trois jeunes hommes ressortirent, puis le prince lui-même, les mains recouvertes de sang, qui retourna dans la chambre pour achever son épouse agonisante.
Cette version des faits est probablement la plus fidèle dont on dispose, insérée dans une enquête administrative et officielle ordonnée par le vice-roi de Naples.
Le double meurtre marqua profondément et durablement les esprits. Il contribua à la postérité de Gesualdo, devenu le « compositeur meurtrier » de l'histoire de la musique. Malgré les efforts du vice-roi pour étouffer l'affaire, cette fin tragique connut un formidable retentissement, dont témoigne un rapport de l'ambassadeur de la république de Venise en date du 19 octobre 1590, deux jours après les faits :

« Don Carlo, fils du prince de Venosa, et neveu de l'Illustrissime cardinal, monté à dessein et en sûre compagnie mardi à la sixième heure de la nuit [vers minuit] dans les appartements de donna Maria d'Avalos, sa femme et cousine germaine, que l'on estime la plus belle dame de Naples, assassina tout d'abord le seigneur don Fabrizio Carafa, duc d'Andria, qui était avec elle, et elle par la suite, se vengeant ainsi de l'injure qui lui a été faite. Ces trois familles de tout premier rang embrassent presque toutes les principales maisons du royaume et, de cette affaire, chacun paraît assommé par la stupéfaction. »

La culpabilité de Maria d'Avalos ne faisait aucun doute. Son époux, disposant du droit de justice haute et basse, avait seulement vengé son honneur et celui de sa famille. Cette condamnation si sévère de l'adultère était communément admise à l'époque. Ce double meurtre avait provoqué la stupeur, l'indignation ou la compassion du fait de la très noble origine, de la jeunesse et de la beauté des victimes.

## Hommages contemporains
Touché par cette mort, ainsi que par la souillure qui entacha désormais la mémoire de Maria, Le Tasse composa trois sonnets et un madrigal où il magnifie la « faute » des deux amants coupables. Le thème devint un sujet d'études « donnant aux beaux-esprits ample matière à poétiser », selon l'expression de Tommaso Costo, érudit humaniste de l'époque.

## Hommages modernes
La mort tragique de Maria d'Avalos a inspiré au compositeur Francesco d'Avalos, prince d'Avalos et son lointain parent, un opéra intitulé Maria di Venosa, en 1992.
Le compositeur apparaît également dans le docu-fiction réalisé par Werner Herzog pour la ZDF en 1995, Mort à cinq voix, qui évoque la vie tourmentée, la légende et l'œuvre visionnaire de Carlo Gesualdo. Maria d'Avalos y est présentée comme « une femme très fière » (una donna molto fiera), qui entendait ne pas tenir ses amours secrètes.